# Ch (二合字母)
Ch 是一個二合拉丁字母。
Ch在英语表示/ʧ/音，有的词表示/ʃ/或/k/音。

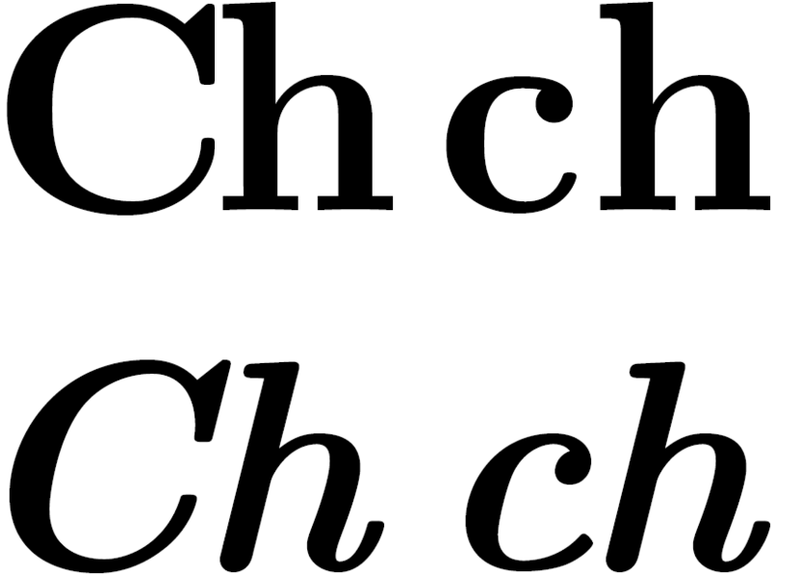
Ch

Ch在德語可以表示兩個不同的發音，該兩個音的國際音標為 /x/和 /ç/。
Ch是以前西班牙语的一个字母，用來表示 /ʧ/ 音。1994年被西班牙科学院取消，不再视为一个单独的字母。
Ch是威尔士语的第 4 个字母和捷克語的第 14 個字母，表示 /x/ 音。
Ch是台灣南島語言虎尾壟語的第 3 个字母，可以表示兩個音 /x/(北荷蘭語)和 /ç/(南荷蘭語)。